# Cinnamomum chemungianum
Espèce
Statut de conservation UICN

 CR D : 
En danger critique
Cinnamomum chemungianum est une espèce de plantes à fleurs de la famille des Lauraceae.

## Publication originale
- Journal of the Bombay Natural History Society 88(1): 97. 1991.